# Aadavallu Meeku Johaarlu
Aadavallu Meeku Johaarlu er en indisk film fra 2022 af Tirumala Kishore.

## Medvirkende
- Sharwanand som Chiranjeevi "Chiru"
- Rashmika Mandanna som Aadhya
- Khushbu Sundar som Vakula
- Raadhika Sarathkumar som Aadhi Lakshmi
- Urvashi som Padmamma
- Rajashri Nair som Gouramma
- Kalyani Natarajan som Sharadamma
- Satya Krishnan som Santhamma